# Xã Virgil, Quận Kane, Illinois
Xã Virgil (tiếng Anh: Virgil Township) là một xã thuộc quận Kane, tiểu bang Illinois, Hoa Kỳ. Năm 2010, dân số của xã này là 1.937 người.